# Carl C. Perkins

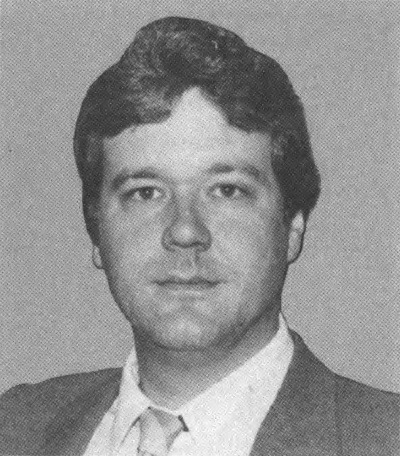
Carl C. Perkins (1985)

Carl Christopher Perkins (* 6. August 1954 in Washington, D.C.) ist ein US-amerikanischer Politiker. Zwischen 1984 und 1993 vertrat er den Bundesstaat Kentucky im US-Repräsentantenhaus.

## Werdegang
Carl Perkins ist der Sohn des Kongressabgeordneten Carl D. Perkins (1912–1984), der zwischen 1949 und 1984 den Staat Kentucky im US-Repräsentantenhaus vertrat. Er absolvierte im Jahr 1972 die Fort Hunt High School in Alexandria (Virginia). Danach studierte er bis 1976 am Davidson College in North Carolina. Nach einem anschließenden Jurastudium an der University of Louisville und seiner 1978 erfolgten Zulassung als Rechtsanwalt begann er in diesem Beruf zu arbeiten.
Politisch wurde Perkins Mitglied der Demokratischen Partei. Zwischen 1981 und 1984 war er Abgeordneter im Repräsentantenhaus von Kentucky. Nach dem Tod seines Vaters wurde er bei der fälligen Nachwahl für den siebten Sitz von Kentucky als dessen Nachfolger in das US-Repräsentantenhaus in Washington gewählt, wo er am 6. November 1984 sein neues Mandat antrat. Da er auch für die folgenden Legislaturperioden wiedergewählt wurde, konnte er seinen Distrikt bis zu dessen Auflösung am 3. Januar 1993 im Kongress vertreten.
1992 verzichtete er auf eine mögliche Kandidatur in einem anderen Wahlbezirk. Zwei Jahre darauf geriet er mit dem Gesetz in Konflikt. Er geriet zunächst in den Sog des Kongressbankenskandals und wurde dann wegen Veruntreuung von Wahlkampfgeldern und anderen Vergehen zu 21 Monaten Gefängnis verurteilt. Nach seiner Entlassung aus dem Gefängnis wurde er Geistlicher der presbyterianischen Kirche.